# Andradina Esporte Clube
O Andradina Esporte Clube (anteriormente chamado Atlético Esportivo Araçatuba), é um clube brasileiro de futebol atualmente sediado na cidade de Andradina, interior do estado de São Paulo. Foi fundado em 5 de outubro de 2002 e suas cores são o azul e o branco. O Andradina disputa a Segunda Divisão do Campeonato Paulista, equivalente ao quarto e último nível do futebol estadual.

## História
O clube foi fundado em 5 de outubro de 2002, com as mesmas cores do AEA e com o apelido de Tigrão.
No final de 2004, o presidente da Associação Esportiva Araçatuba, Nei Giron, pretendia mudar o clube que representaria a cidade de Araçatuba no Campeonato Paulista Série A2 em 2005. O novo time seria o Atlético Esportivo Araçatuba. O clube entraria na vaga da Araçatuba graças a uma manobra jurídica. Oficialmente, o Canário fora dado como licenciado. A Federação Paulista de Futebol permitiria então que um clube da mesma cidade ocupasse a vaga do outro de forma provisória. O novo clube de Araçatuba seria o Atlético Esportivo Araçatuba.
Alguns clubes do interior (como XV de Piracicaba e São José) indignados com a manobra recorreram da novidade e exigiram a vaga na Segunda Divisão. O presidente Nei Giron confirmou que a mudança seria em razão das enormes dívidas judiciais existentes no clube, orçadas em mais de R$ 4 milhões. Segundo entrevistas para a Folha da Região, Nei Giron confirma que "a troca da Associação Esportiva Araçatuba para Atlético Esportivo Araçatuba é uma maneira jurídica de colocar um time com nome totalmente limpo praça e que não ficará sujeito às penhoras da Fazenda Nacional e a bloqueios de receita pela Justiça do Trabalho".
Em dezembro de 2004, a Araçatuba foi notificada pela Federação Paulista de Futebol de que não poderá alterar o nome de "Associação Esportiva Araçatuba" para "Atlético Esportivo Araçatuba", conforme pretendia o presidente Nei Giron. Segundo a Federação, para que o time mudasse de nome e permanecesse na Série A-2 do Campeonato Paulista, teria que assumir todas as dívidas contraídas com antigo nome. Com a impossibilidade de mudança, que sanearia as dívidas do clube, Nei renunciou ao cargo. Eleições foram convocadas e o nome presidente manteve o nome e disputou o campeonato com o velho Associação Esportiva Araçatuba. Um mês depois, o Atlético Esportivo Araçatuba decidiu disputar a Quarta Divisão do futebol paulista.
Com o recente rebaixamento da Araçatuba, os clubes poderiam se enfrentar pelo Campeonato Paulista da Segunda divisão em 2008, iniciando certamente uma nova rivalidade municipal no futebol do interior paulista.
No ano de 2009, o Tigrão da Noroeste conseguiu o acesso para a série A3 de 2010 com o vice campeonato da Segunda Divisão do Campeonato Paulista de 2009, podendo então voltar a disputar o clássico regional contra o Bandeirante, o time empatou o primeiro jogo da final contra o Red Bull Brasil em 1 a 1, Jackson abriu o placar para o Atlético Araçatuba aos 7 minutos do 2º tempo, mas logo depois aos 9, Jefferson empatou para o time visitante. O 2º jogo foi disputado em Campinas, e o Red Bull Brasil acabou vencendo por 3 a 2, Biro abriu o placar para o Atlético Araçatuba logo aos 16 minutos, mas o time da casa, virou com gols de Cezar aos 41, Eydson aos 5 minutos do 2º tempo, e Luciano Mandi aos 37, aos 42 Leandro ainda diminuiu para o Atlético Araçatuba, mas a equipe araçatubense acabou ficando com  o vice-campeonato. O clube acabou fazendo uma campanha acima das expectativas na Série A3, ficando na 9ª colocação, ficando a apenas 2 pontos do 8º, o Juventus que se classificou. O Atlético Araçatuba se licenciou em 2011, onde acabou não disputando a Série A3.
O clube voltou em 2016, onde disputou o Campeonato Paulista da Segunda Divisão (Quarto nível do futebol paulista), e pôde pela primeira vez fazer o Dérby de Araçatuba, contra a AEA (Associação Esportiva Araçatuba), o time ficou no Grupo 2 junto com Araçatuba, América, Bandeirante, Internacional de Bebedouro, José Bonifácio, Tanabi e XV de Jaú, ficou na 5ª colocação, onde se classificavam 4, e foi eliminado ainda na 1ª fase.

### Mudança de sede
Em 2018 o clube mudou sua sede para Andradina e se inscreveu na Segunda Divisão com o nome de Andradina Esporte Clube. Jogando contra equipes tradicionais do interior paulista, como Grêmio Prudente, Tupã, VOCEM, Assisense, Osvaldo Cruz e Santacruzense, a equipe ficou na quinta posição de seu grupo e foi eliminada na primeira fase. No mesmo ano também disputou com a equipe sub-20 a segunda divisão do Campeonato Paulista da categoria, sendo eliminado na semi-final para o Elosport.
Em 2020, disputou mais uma vez a quarta divisão do Campeonato Paulista, desta vez sendo eliminado nas oitavas de final para o Grêmio Prudente.

## Estatísticas

### Participações
| Aumento | Promovido à divisão superior |
| Baixa   | Rebaixado à divisão inferior |

|  | Participações em 2022 |

| Competição | Competição      | Temporadas | Melhor campanha     | Anos                                | A | R |
| São Paulo  | Série A3        | 1          | 9º colocado (2010)  | 2010                                | – | – |
| São Paulo  | Segunda Divisão | 9          | Vice-campeão (2009) | 2005-2009 , 2016 , 2018-2020 e 2022 | 1 | – |

### Últimas dez temporadas
Legenda:
| Campeão Vice-campeão Eliminado nas semifinais | Campeão e promovido à divisão superior Vice-campeão e/ou promovido à divisão superior Rebaixado à divisão inferior | Classificado à fase de grupos da Copa Libertadores Classificado à fase preliminar da Copa Libertadores Classificado à Copa Sul-Americana Campeão do Campeonato do Interior |